# Afrikaanse stierkikker
De Afrikaanse stierkikker, ook wel Afrikaanse brulkikker, (Pyxicephalus adspersus) is een kikker uit de familie Pyxicephalidae. De soort werd voor het eerst wetenschappelijk beschreven door Johann Jakob von Tschudi in 1838. Later werd de wetenschappelijke naam Bombinator adspersus gebruikt.

## Uiterlijke kenmerken
De huid is groen of bruin met wratten en richels. Het dier heeft een zware kop met een zeer brede bek en op de achterpoten bevinden zich graafknobbels. Het mannetje wordt meestal groter dan het vrouwtje. De lichaamslengte bedraagt 8 tot 23 cm.

## Levenswijze en voortplanting
Het voedsel van deze in hoofdzaak terrestrische soort bestaat uit andere kikkers, insecten en verschillende andere ongewervelden. Deze kikker begeeft zich alleen bovengronds bij zware regens. Hij kan het zeer lang ondergronds uithouden, soms jaren. Daar omgeeft het dier zich met een cocon om vochtverlies door verdamping tegen te gaan.
Het mannetje krijgt in de paartijd tandvormige uitsteeksels op zijn onderkaak, die worden ingezet bij territoriumgevechten. Met een luide, weergalmende roep tracht hij vrouwtjes voor zich te winnen, waarmee hij vervolgens paart. Het mannetje bewaakt daarna de eieren en de larven in de volgelopen regenpoelen. Na een tijdje graaft hij kanaaltjes, waardoor de kikkervisjes naar grotere plassen kunnen zwemmen.

## Verspreiding en leefgebied
De soort komt voor in delen van Afrika en leeft in de landen Angola, Botswana, Kenia, Lesotho, Malawi, Mozambique, Namibië, Zuid-Afrika, Swaziland, Tanzania, Zambia, Zimbabwe. Mogelijk komt de kikker ook voor in Congo. De habitat bestaat uit scrubland op droge savanne, in kanaaltjes en in moerassen.